# (4176) Sudek
(4176) Sudek (1987 DS) – planetoida z pasa głównego asteroid okrążająca Słońce w ciągu 5,46 lat w średniej odległości 3,1 j.a. Odkryta 24 lutego 1987 roku.
Została nazwana na cześć czeskiego fotografa Josefa Sudka.